# José Balta Paz
José Balta Paz (Chiclayo, 1866-Lima, 14 de marzo de 1939) fue un ingeniero y político peruano. Presidente del Partido Liberal del Perú (que fuera fundado por Augusto Durand Maldonado), ministro de Fomento (1904-1906), ministro de Hacienda (1913 y 1914) y diputado por Pacasmayo en el Congreso de la República del Perú (1910-1919).

## Biografía
Balta nació en la ciudad de Chiclayo el año de 1866, hijo del expresidente José Balta y Montero (1868-1872) y de María Paz. Tenía solo seis años cuando su padre fue asesinado.
Después de estudiar en el colegio San José de Chiclayo, entonces dirigido por el alemán Karl Günter, pasó al Colegio Guadalupe de Lima, en donde se distinguió especialmente en matemáticas.
En 1883 ingresó a la Escuela de Ingenieros de Lima, actual Universidad Nacional de Ingeniería. Apenas graduado de ingeniero de minas, pasó a trabajar en las minas de plata del distrito de Ticapampa.
Comenzó su labor docente como profesor de Cálculo Infinitesimal en la Escuela Naval del Perú. Viajó luego al Ecuador en comisión oficial para hacer estudios de agua potable en Machala. En la Compañía Huanchaca de Bolivia trabajó como técnico metalurgista e implantó un nuevo método para el beneficio de metales.
A su regreso al Perú en 1891 fue nombrado profesor de Explotación de Minas y de Máquinas Térmicas en la Escuela de Ingenieros. Al mismo tiempo realizó sus tareas de investigación y su labor profesional.
Ejerció trabajos profesionales como ingeniero consultor de diversas empresas. En 1898 inauguró en la Escuela de curso de Yacimientos Mineros y Metalíferos y luego el de Geología Aplicada.
Su carrera política comenzó el 18 de febrero de 1900 cuando el presidente Eduardo López de Romaña (también ingeniero) le nombró Director de Fomento del ministerio respectivo. En tal calidad creó el Cuerpo de Ingenieros de Minas –del que será el primer director y dirigió la comisión que preparó el Código de Minería. Elaboró también por entonces el proyecto de ley de accidentes de trabajo que no llegó a aprobarse. Como Director y más tarde como ministro de Fomento, ya durante la presidencia de Serapio Calderón (1904) y siendo primer ministro Alberto Elmore Fernández de Córdoba –otro antiguo profesor de la Escuela–, demostró gran actividad y amplio conocimientos de los asuntos de su sector, impulsando importantes obras de ingeniería.
En 1904, el recién electo presidente José Pardo y Barreda lo mantuvo al frente de la cartera de Fomento, formando esta vez parte de un gabinete presidido por Augusto Leguía.
Muchas fueron las obras que se iniciaron y llevaron a cabo durante los dos años en que Balta fue ministro de Fomento, en los ramos de ingeniería minera, agricultura, obras públicas en general, ferrocarriles, industrias y sanidad. Balta además impulsó la enseñanza técnica en el Perú haciendo renacer la Escuela de Artes y Oficios y creando escuelas regionales de agricultura, la Escuela de Sericultura, la Escuela Hospitalaria para enfermeras, diversas escuelas nocturnas para la industria siderúrgica en el Perú.
El 7 de marzo de 1906 renunció a su cargo de ministro, con motivo del desacuerdo que tuvo con el presidente y sus colegas del Consejo de Ministros en torno al empréstito de 3 millones para el ferrocarril del Ucayali, que se discutía entonces en el Congreso.
En 1910 fue elegido diputado por la provincia de Pacasmayo ante el Congreso de la República del Perú, cargo en el que se mantuvo hasta 1918. Llegó a ser Vicepresidente de su Cámara y le tocó presidir la misma en reiteradas ocasiones.
En 1913 el presidente Guillermo Billinghurst Angulo lo nombró ministro de Hacienda, formando parte del gabinete presidido por Aurelio Sousa y Matute, y del que también formaban parte Francisco Tudela y Varela (Relaciones Exteriores), Alfredo Solf y Muro (Justicia e Instrucción), Víctor Castro Iglesias (Fomento) y Melitón Carvajal (Guerra). Fue un periodo enturbiado por el conflicto entre el Congreso y el presidente Billinghurst, ocurriendo los atentados del 13 de julio de 1913, cuando se colocó un cartucho de dinamita en la casa del presidente del Senado, Rafael Villanueva Cortez, y turbas atacaron la casa del expresidente Leguía. A consecuencia de ello, Balta renunció a su cargo de ministro; lo mismo hizo Sousa.

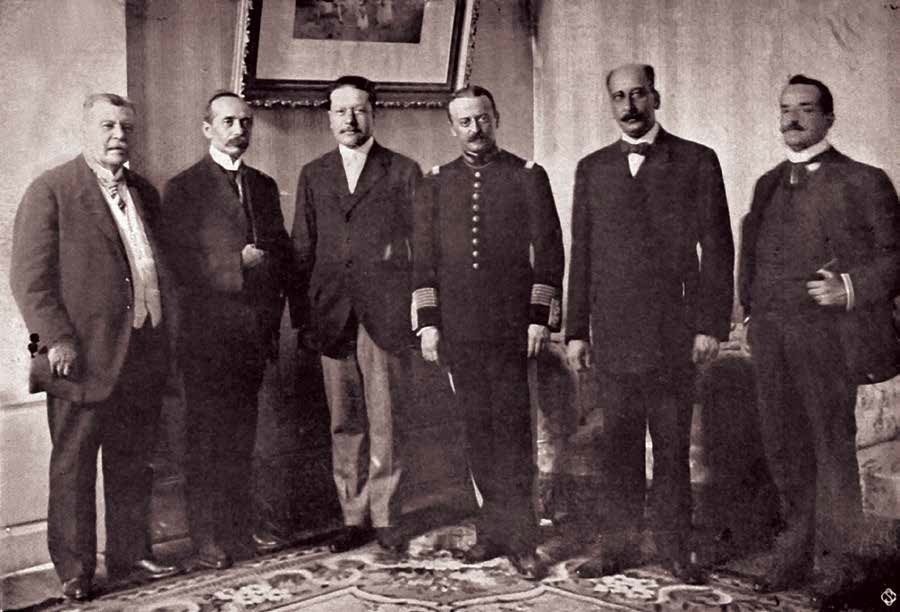
La Junta de Gobierno de 1914. De izquierda a derecha: Benjamín Boza (Fomento), José Balta Paz (Hacienda), José Matías Manzanilla (Relaciones Exteriores), el coronel Óscar R. Benavides (presidente de la Junta de Gobierno y ministro de Guerra y Marina), Arturo Osores (Gobierno) y Rafael Grau (Justicia). Perú to-Day, febrero de 1914.

Al enterarse de que el presidente Billinghurst planeaba disolver el Congreso, Balta se opuso, y junto con otros diputados, entre ellos Arturo Osores, Alberto Ulloa Cisneros y Rafael Grau, conspiró contra el gobierno. Los conspiradores buscaron el apoyo de los militares, pero descubiertos algunos de ellos el 2 de febrero de 1914, optaron por esconderse. Balta  se refugió en la legación de Brasil. Realizado el golpe de Estado el día 4 y establecida la Junta de Gobierno presidida por el coronel Óscar R. Benavides, Balta fue nombrado nuevamente ministro de Hacienda. Una vez más, sus discrepancias políticas con el gobierno lo obligaron a dejar su cargo ministerial. En mayo de 1921 fue deportado por el régimen de Augusto B. Leguía, bautizado después como el Oncenio.
En 1924, congraciado con el presidente Augusto Leguía, fue nombrado presidente de la Comisión Carbonera y Siderúrgica. En los proyectos de ley relativos a esta industria se contempla, por primera vez en el Perú, la participación de empleados y obreros en las utilidades de la compañía que explotaría el carbón y el fierro nacional.
Balta fundó el Cuerpo de Ingenieros de Minas, el Cuerpo de Ingenieros de Caminos y la Sociedad de Ingenieros del Perú. Fue miembro de la Sociedad Geográfica de Lima, cuya presidencia ejerció por cuatro años; y perteneció a diversas sociedades extranjeras.
Como escritor, fue autor de numerosos informes, monografías, discursos y artículos, varios de los cuales aparecieron en diversas revistas del Perú y de otros países.  En el Boletín de la Escuela de Ingenieros de Lima aparecen 42 artículos firmados por él, entre 1885 y 1905.
Casado con Alina Hugues Wegnelin (natural de Arica e hija de Alina Wegnelin y Ernesto Hugues), fue padre de José Balta Hugues, que, al igual que él, fue un destacado ingeniero de minas.